# Rudno nad Hronom
Rudno nad Hronom este o comună slovacă, aflată în districtul Žarnovica din regiunea Banská Bystrica. Localitatea se află la altitudinea de 220 m deasupra n.m., se întinde pe o suprafață de 19,28 km2 și în 2017 număra 531 de locuitori.

## Istoric
Localitatea Rudno nad Hronom este atestată documentar din 1147.

## Demografie
| An:                | 1994 | 2004 | 2014   | 2024   |
| ------------------ | ---- | ---- | ------ | ------ |
| Număr de persoane: | 580  | 522  | 524    | 511    |
| Diferență:         |      | −10% | +0,38% | −2,48% |

| An:                | 2023 | 2024   |
| ------------------ | ---- | ------ |
| Număr de persoane: | 522  | 511    |
| Diferență:         |      | −2,10% |